# Betydende skakstormestre
Listen nedenfor omfatter de mest betydende, mandlige skakstormestre i almindelig skak, og som ikke fremgår af andre lister. Stormestrene er anført alfabetisk efter efternavn, idet det er vidt udbredt praksis at udelade fornavne i omtale af stormestre.
| Betydende skakstormestre | Betydende skakstormestre | Betydende skakstormestre | Betydende skakstormestre                            |
| Navn                     | Data                     | Land                     | Bemærkninger                                        |
| ------------------------ | ------------------------ | ------------------------ | --------------------------------------------------- |
| Curt von Bardeleben      | 1861–1924                | Tyskland                 |                                                     |
| Ossip Bernstein          | 1882–1962                | Sovjetunionen            |                                                     |
| James H. Blackburne      | 1841–1924                | Storbritannien           |                                                     |
| Efim Bogoljubov          | 1889–1952                | Sovjetunionen            |                                                     |
| David Bronstein          | 1924–2006                | Sovjetunionen            |                                                     |
| Reuben Fine              | 1914–1993                | USA                      |                                                     |
| Salo Flohr               | 1908–1983                | Tjekkoslovakiet          |                                                     |
| Efim Geller              | 1925–1998                | Sovjetunionen            |                                                     |
| David Janowski           | 1868–1927                | Polen                    |                                                     |
| Anatolij Karpov          | 1951-                    | Sovjetunionen            |                                                     |
| Garri Kasparov           | 1963-                    | Sovjetunionen            |                                                     |
| Paul Keres               | 1916– 1975               | Estland                  |                                                     |
| Viktor Kortsjnoj         | 1931–                    | Sovjetunionen            | afhoppet i Holland i 1976, nu statsborger i Schweiz |
| Bent Larsen              | 1935– 2010               | Danmark                  | I mange år bosat i Argentina                        |
| Andor Lilienthal         | 1911-2010                | Ungarn                   |                                                     |
| Géza Maróczy             | 1870–1951                | Ungarn                   |                                                     |
| Frank Marshall           | 1877–1944                | USA                      |                                                     |
| Jacques Mieses           | 1865–1954                | Tyskland                 |                                                     |
| Miguel Najdorf           | 1910–1997                | Polen                    | I mange år bosat i Argentina                        |
| Aron Nimzowitsch         | 1886–1935                | Letland                  | I mange år bosat i Danmark                          |
| Harry Nelson Pillsbury   | 1872–1906                | USA                      |                                                     |
| Samuel Rechevsky         | 1911–1992                | Polen                    | Boede det meste af sit liv i USA.                   |
| Abika Rubinstein         | 1882–1961                | Polen                    |                                                     |
| Friedrich Sämich         | 1896–1975                | Tyskland                 |                                                     |
| Carl Schlechter          | 1874–1918                | Østrig                   |                                                     |
| Vasilij Smyslov          | 1921–2010                | Sovjetunionen            |                                                     |
| Rudolf Spielmann         | 1884–1942                | Østrig                   |                                                     |
| Siegbert Tarrasch        | 1862–1934                | Tyskland                 |                                                     |
| Savielly Tartakower      | 1887–1956                | Sovjetunionen            |                                                     |
| Richard Teichmann        | 1868–1925                | Tyskland                 |                                                     |
| Mikhail Tschigorin       | 1850–1908                | Rusland                  |                                                     |
| Johannes Zukertort       | 1842–1888                | Polen                    |                                                     |